# José Aras
Œuvres principales
- A vida de João Calêncio
- Meu folclore: história da Guerra de Canudos, 1893-1898 1950
- Uma páscoa em Monte Santo
- Lampião, terror do nordeste
- Um piolho na orelha de um lobo
- No sertão do Conselheiro

José Soares Ferreira Aras (Euclides da Cunha, anciennement Cumbe, 1893 ― ibidem, 1979), alias Jota Sara, était un écrivain, journaliste, historien et poète brésilien.
Grand connaisseur du sertão bahianias, où il vécut la quasi-totalité de sa vie, José Aras publia plusieurs ouvrages d’histoire locale, résultats de ses recherches personnelles comme autodidacte. Amené à s’intéresser également à la guerre de Canudos, il entreprit de bonne heure à recueillir les témoignages de rescapés, ne tardant pas selon ses propres dires à devenir conselheiriste lui-même. En plus de fonder un musée consacré à ce sanglant conflit, il composa sur le même thème un poème de cordel (type de littérature de colportage particulier au Nordeste brésilien), œuvre littéraire mais aussi contribution historique forgée à partir de la voix du peuple, et remarquable en ceci que l’auteur tint à s’y démarquer du discours dénigrant sur Canudos tenu jusque-là dans les précédentes productions de cordel sur le sujet.
Il eut également une intense activité journalistique et fut légendaire par son habileté à détecter des sources d’eau souterraines.

## Biographie
Fils de José Raimundo Soares et de Joana Maria do Espírito Santo, José Aras naquit sur le domaine agricole (sítio) Lagoa da Ilha, dans la localité de Cumbe (rebaptisée depuis Euclides da Cunha), qui faisait partie encore de la commune de Monte Santo. Autodidacte et précoce, poète et improvisateur, critique des coutumes de sa région, il se voua aux recherches historiques locales. Il passait pour avoir une mémoire prodigieuse et une grande intelligence, et composa ses premiers vers à l’âge de six ans. On lui attribua une sensibilité télépathique et des dons de divination ; ainsi, sillonnant les sertões du Nordeste brésilien, il serait parvenu à indiquer l’emplacement de plus de cinq mille sources. Il aurait prédit, avec une exactitude étonnante, les gisements d’eau souterrains, leur profondeur, le type de sol et la qualité de l’eau ; il aurait détecté l’existence de la grande nappe phréatique du Jorro et prophétisé la construction du barrage de Cocorobó, dans la commune de Canudos, en plus d’autres faits.
Grand connaisseur de la vie du sertanejo, ayant vécu presque toute sa vie dans le sertão du Conselheiro, il entreprit bientôt de recueillir des renseignements sur la guerre de Canudos auprès de survivants, mais puisa également dans la tradition orale, vivace dans la région, et ne tarda pas à devenir lui-même conselheiriste, haïssant notamment le commandant républicain Moreira César. De plus, préoccupé des richesses archéologiques de Bahia, il commença vers 1920 à recueillir tout type de vestiges de la guerre de Canudos, notamment le matériel de guerre utilisé par l’armée républicaine et par les conselheiristes, puis créa dans la bourgade de Canudos le Musée historique de la guerre de Canudos (en portugais Museu Histórico da Guerra de Canudos). Il fut le premier auteur de cordel à relater, tant en vers qu’en prose, l’histoire de la guerre de Canudos du point de vue non des élites républicaines, mais des sertanejos, ainsi que le souligne l’historien José Calasans, lequel fut son hôte à Bendegó. 
C’est à son initiative que, par décret de Landulpho Alves, le nom de sa ville natale fut changé de Cumbe en Euclides da Cunha, en hommage à l’écrivain. À l’occasion de la 1re Semaine de la culture d’Euclides da Cunha en 1972, il composera l’hymne de la commune.
En 1948, il entreprit de défricher la caatinga au croisement des routes transnordestina et transversal, non loin du site de la guerre de Canudos, et y fonda le foyer de peuplement de Bendegó. Après avoir créé en outre la communauté de Poço de Fora, également dans l’intérieur de la Bahia, il se fixa à partir de 1950 à Feira de Santana, et y résidera avec sa famille jusqu’en 1958, année où, à la mort de son épouse Maria Benevides Aras, il s’en retourna vivre dans sa ville natale.

## Œuvre
José Aras laissa un grand nombre d’écrits. Parmi des dizaines de recueils de poésie (publiés sous le pseudonyme de Jota Sara) et d’ouvrages d’histoire sont à signaler en particulier Sangue de Irmãos, très consulté par l’écrivain Mario Vargas Llosa en vue de la rédaction de son célèbre roman la Guerre de la fin du monde et par les historiens José Calasans et Clodoaldo Gomes da Costa entre autres. En prose toujours, il fit paraître Lampião, terror do nordeste, Um piolho na orelha de um lobo, A pedra do Bendegó, Máximas poéticas et No sertão do Conselheiro. Dans la veine de la littérature de cordel, il composa les poèmes Guerra no sertão de Canudos, A vida de João Calêncio, A panela da política e a câmara dos Deputados, Uma páscoa em Monte Santo etc. Sa poésie populaire raille les coutumes et les politiciens du début du XXe siècle, chante les beautés et les richesses de la Bahia et du Brésil, évoque les fêtes populaires, les villes et bourgs baiannais, et exprime les angoisses et allégresses du sertanejo.
S’intéressant à divers sujets en rapport avec l’histoire de la Bahia, José Aras publia des travaux de recherche et des livres de commentaire sur la conquête des sertões par les Portugais, sur les incursions de Belchior Dias Moreia et de Robério Dias, sur le météorite de Bendegó, sur la lutte entre jagunços et coronéis, sur Lampião, et une série d’études approfondies sur Canudos, ses défenseurs et les répercussions de cette guerre.
En tant que chercheur autodidacte dans le domaine de l’hydrologie, il réalisa le plus ample relevé des ressources hydriques du nord-est de la Bahia, réussissant à localiser, lors des sécheresses de la décennie 1940, plus de 5000 masses d’eau souterraines, et publia à ce sujet le livre Como descobrir cacimbas (litt. Comment découvrir des points d’eau). À titre posthume parut encore No Sertão do Conselheiro, collection de textes sur le sertão de Bahia.
Il collabora aux journaux O Globo, O Estado de S. Paulo, A Tarde, O Farol, et à plusieurs journaux du Ceará et du Maranhão, ainsi qu’aux revues Veja, Íris, Revista Brasiliense, etc. Il participa à la réalisation du film Canudos d’Ipojuca Pontes.
Il fut honoré de nombreux titres de citoyen d’honneur et de diplômes et médailles des autorités publiques. À l’occasion du centenaire de sa naissance, il lui fut rendu hommage non seulement dans sa région d’origine, mais aussi au Congrès national, par la voix du député bahianais Sérgio Tourinho Dantas.

### Meu folclore: história da Guerra de Canudos
Sous le pseudonyme de Jota Sara, José Aras fit éditer, probablement vers 1950, le fascicule de cordel Meu folclore: história da Guerra de Canudos, 1893-1898. Les nouvelles idées contenues dans cette œuvre, les nouveaux arguments qui y sont élaborés, contribueront à permettre au débat sur Canudos d’adopter une tonalité nouvelle en accord avec les transformations que traversait le pays ; l’époque en effet était à la redémocratisation, à l’euphorie consécutive au développementisme qui prédominait alors au Brésil. L’on escomptait beaucoup de transformations sociales structurelles et de mesures d’inclusion sociale et politique que feraient en sorte que la république deviendrait enfin véritablement républicaine. C’est dans ce contexte que s’inscrit la volonté de Jota Sara d’exposer une vision nouvelle de la trajectoire d’Antônio Conselheiro, vision grâce à laquelle l’histoire de Canudos se muera en une question ouverte, sujette à révision, et pourra être pendant de longues années encore objet de débats et d’appropriations au sein de la littérature de cordel.
Jota Sara, qui était né et avait grandi dans l’arrière-pays bahianais, put entendre les récits de la guerre de Canudos transmis oralement par les survivants. Davantage donc qu’un ensemble de vers de bonne qualité, le fascicule apparaît de surcroît comme une contribution historique, forgée à partir de la voix du peuple, lequel se souvenait encore de Maciel, et bien souvent le portait aux nues. Son poème allait donc inévitablement véhiculer d’autres idées que celles officielles, faire intervenir une autre version du conflit, à rebours des productions de cordel antérieures, largement inspirées par la narration des vainqueurs. Dès les premiers vers du poème, l’auteur brosse d’Antônio Conselheiro un portrait différent :
| O leitor já ouviu contar A história do Conselheiro De um simples penitente Que assombrou o mundo inteiro Modesto, honesto e valente Que fascinou tanta gente Neste sertão brasileiro Sua arma era uma vêrga Na espécie de bastão Era o tipo de Moisés Pregando pelo sertão Imitava no Sinai E o povo tinha-o por pai E autor da Redenção | Le lecteur a déjà entendu conter L’histoire du Conselheiro D’un simple pénitent Qui étonna le monde entier Modeste, honnête et vaillant Qui fascina tant de gens Dans ce sertão brésilien Son arme était une canne Une espèce de bâton Il était du type de Moïse Priant à travers le sertão Il y transposait le Sinaï Et le peuple le tenait pour père Et pour auteur de la Rédemption |

On est donc loin ici, dans ces vers, de l’image de bandit, de fanatique, de manipulateur des masses rurales, telle qu’elle avait été donnée d’Antônio Conselheiro dans les œuvres de Cunegundes, Melchíades et Arinos de Belém. José Aras le caractérise au contraire comme « modeste, honnête et vaillant », et accentue, — au moyen d’une analogie, de facile identification, avec la figure biblique de Moïse —, le caractère religieux du personnage et sa qualité de prédicateur, en même temps qu’il évacue toute idée de mal, à l’extrême opposé d’Arinos de Belém p.ex., qui termine son poème en indiquant que le Conselheiro aurait été amené là par le diable. Jota Sara mobilise encore d’autres références historiques pour aider le lecteur, que plus d’un demi-siècle sépare déjà de l’événement, à se repérer :
| Reuniu-se tanta gente Para o dia da Redenção Esperavam o Salvador E o Rei D. Sebastião Gente fazia fileira Foi a Tróia brasileira Nos carrascos do sertão. | Il s’était réuni tant de gens Pour le jour de la Rédemption Ils attendaient le Sauveur Et le roi dom Sébastien Les gens faisaient cortège Ce fut la Troie brésilienne Dans les garrigues du sertão. |

L’image de Canudos comme une « Troie brésilienne » tend à conférer à l’événement des traits épiques, de le muer en guerre héroïque et fratricide ; à l’image des vaincus de la guerre de Troie qui étaient nobles et valeureux, les Canudenses défaits dans la bataille étaient honorables. En outre, Jota Sara fait entrer ici en jeu l’idée du sébastianisme, lequel prêchait le retour de Dom Sebastião, prince portugais du XVIe siècle, disparu dans la bataille de Ksar El Kébir, et destiné à revenir fonder un empire de prospérité. Cette légende s’était implantée dans la religiosité populaire brésilienne, sous-tendant une théologie messianiste, avec toute l’insubordination que cela impliquait, et l’espoir de rédemption, avec la création promise d’un royaume de béatitude et de prospérité terrestres. Aussi, dans le poème de José Aras, la relative prospérité qu’Antônio Conselheiro et ses adeptes réussirent pendant un temps à établir dans le village sera-t-elle associée au mythe sébastianiste :
| Lá dentro da cidade Só se falava em Monarquia D. Sebastião está chegando Para o reino da Bahia A corte era Belos Montes Quem não vir logo a esta fonte Depois não se aceitaria | Là dans la ville On ne parlait que de Monarchie Dom Sébastien était près d’arriver Dans le royaume de Bahia La cour c’était Belos Montes Quiconque ne vint pas alors à cette source Ensuite n’était plus accepté |

D’autre part, José Aras met à l’avant-plan plusieurs hauts personnages de la communauté de Belo Monte, personnages dont il se plaît à rappeler, dans sa reconstitution des combats, les noms et les prouesses. Jusque-là, ces jagunços avaient été, dans les productions de cordel antérieures, peu évoqués voire occultés, alors qu’y étaient au contraire glorifiés les militaires de l’armée régulière, en particulier les généraux. L’héroïsme désormais appartient aux antihéros, au peuple, aux marginaux :
| Pajeú, João Abade e Vila Nova Os cabos de guerra do Conselheiro Macambira, Zevênancio e Vicentão E o heroísmo do sangue brasileiro Ciriaco e Pedrão era um Cursico Serafim, o melhor Escopeteiro | Pajeú, João Abade et Vila Nova Les chefs de guerre du Conselheiro Macambira, Zevênancio et Vicentão C’est l’héroïsme du sang brésilien Ciriaco et Pedrão c’était un roublard Serafim, le meilleur escopettier |

En plus, quand sont décrites les destructions occasionnées par la guerre, Sara adopte un point de vue critique vis-à-vis des autorités républicaines, en contradiction avec la position de ses prédécesseurs :
| É triste lembrar a cena Da gente sem coração Uma luta desigual De irmão contra irmão Envolvidos no fanatismo O que faz o analfabetismo Quanto perde uma nação Quanto foi o prejuízo Para o povo brasileiro A perda de nossa gente E o gasto de dinheiro Uma dúzia de professores Tinha sanado os horrores Do povo do Conselheiro | Il est triste de rappeler la scène De gens sans cœur Une lutte inégale De frère contre frère Engagés dans le fanatisme Ce que fait l’analphabétisme Combien perd une nation Tel fut le préjudice Pour le peuple brésilien La perte de nos gens Et le gaspillage d’argent Une douzaine de professeurs Aurait remédié aux horreurs Du peuple du Conselheiro |

Dans les derniers vers, le poète égratigne au passage les mœurs politiques de son époque :
| O analfabeto continua E cada dia é maior Eleições, dinheiro gasto E não vem, dia melhor Estado Velho, Estado Novo Mas de educação do povo Não se lembram, está pior | L’analphabétisme continue Et empire chaque jour Elections, argent gaspillé Et il ne vient pas de jour meilleur État ancien, État nouveau Mais de l’instruction du peuple Ils ne se souviennent, et c’est pire |